# Kirsten Olesen
Kirsten Olesen (Aarhus, 10 mei 1949) is een Deense actrice.

## Biografie
Olesen leerde het acteren aan de theaterschool in het stadstheater in Odense waar zij in 1971 afstudeerde. Hierna verhuisde zij naar Kopenhagen waar zij begon met acteren in het theater, in 1977 kreeg zij naamsbekendheid door het spelen in de klassieke tragedie Elektra waar zij de titelrol speelde. 
Olesen begon in 1977 met acteren in de film Troubadouren, waarna zij nog meerdere rollen speelde in films en televisieseries. Zij werd in Denemarken populair door haar vaste rollen in de televisieseries Matador (1978-1982) als het dienstmeisje Agnes dat uitgroeit tot zakenvrouw, en Hotellet (2000-2002) als Alice. In de speelfilm Medea (1988) van Lars von Trier vertolkte ze de titelrol. In de serie Arvingerne (The Legacy) had ze de korte maar cruciale rol van Veronika Grønnegaard. In 1979 won Olesen een Bodil voor haar rol in de film Honning måne in de categorie Beste Actrice.

## Filmografie

### Films
Uitgezonderd korte films.
- 2020 Madklubben - als Marie
- 2018 Vildheks - als Thuja
- 2017 Robin - als Gerda
- 2016 Ein Sommer in Dänemark - als Ida
- 2015 I dine hænder - als Helle
- 2011 Noget i luften - als Solvej
- 2011 Frit fald - als Marianne
- 2009 Himlen falder - als Else
- 2007 Daisy Diamond - als priester
- 2006 Tempelriddernes skat II - als verteller
- 2005 Anklaget - als Dommer
- 2004 Parasitterne - als Fru Gruesen
- 2004 Forbrydelser - als Fængselsinspektøren
- 1999 Menneskereden - als Maude
- 1999 Seth - als Jonna
- 1999 Slangehud - als Marta
- 1998 Albert - als Sabrinas mor
- 1996 Elverhøj - als Karen
- 1995 Farligt venskab - als Lægen
- 1993 Love Bites - als danseres
- 1992 Hjerter i slør - als Gerd
- 1990 Springflod - als Marianne
- 1988 Rødtotterne og Tyrannos - als moeder van Runes
- 1988 Medea - als Medea
- 1988 Time Out - als moeder van John
- 1987 Sorgagre - als Bondekonen
- 1985 Johannes' hemmelighed - als moeder van Johannes
- 1985 Elise - als Rachel
- 1984 Min farmors hus - als Johanne
- 1984 Drengen der forsvandt - als moeder van Jonas
- 1982 Befrielsesbilleder - als Esther
- 1981 Langturschauffør - als Gerda
- 1980 Sådan er jeg osse - als Bryggeriarbejder
- 1978 Hør, var der ikke en som lo? - als Elisabeth
- 1978 Honning måne - als Kirsten
- 1977 Troubadouren - als Ismene

### Televisieseries
Uitgezonderd eenmalige gastrollen.
- 2014 Arvingerne - als Veronika Grønnegaard - 5 afl.
- 2004-2005 The Fairytaler - als stem - 4 afl.
- 2000-2002 Hotellet - als Alice Faber - 48 afl.
- 1997 Bryggeren - als Magnella - 5 afl.
- 1982-1983 Udvikling - als Irene Larsen - 3 afl.
- 1978-1982 Matador - als Agnes Jensen - 23 afl.
- 1980 Vores år - als Kim Rasmussen - 3 afl.

- Biblioteca Nacional de España: XX5239236
- Gemeinsame Normdatei: 1254292845
- International Standard Name Identifier: 0000 0003 7188 5814
- Library of Congress Control Number: no2003089251
- Nationale Bibliotheek van Tsjechië: xx0177094
- Nationale Bibliotheek van Israël: 987007317316805171
- Virtual International Authority File: 43993255
- WorldCat: E39PBJwX6vrQHgKyJDwmV6gR8C